# トゥルーマサ
トゥルーマサは、元プロ野球近鉄バファローズ→大阪近鉄バファローズ（以下、近鉄）選手・コーチ・監督の梨田昌孝が主宰する日本の芸能事務所（スポーツマネジメント会社）である。本社は、大阪府大阪市中央区東心斎橋1丁目に置く。商号は株式会社トゥルーマサ（TRUE-MASA Co.,Ltd.）。「梨田昌孝事務所」とも表記。

## 概要
2004年11月9日、近鉄の球団解散に伴い監督を辞任し野球解説者へ復帰する梨田の個人事務所として設立。当初は北区西天満4丁目に本社を置いていた（2006年秋ごろに中央区鎗屋町1丁目へ移転した後、冒頭の場所に移転）。
2006年、所属タレント第2号として近鉄の同僚だった佐々木修が加入。以来、梨田の近鉄所属当時同僚であった人物が続々所属するようになる。2007年からは、プロゴルファーの古市忠夫も所属している。
代表取締役は、同じく梨田の近鉄時代の同僚だった加藤正樹（元近鉄選手→広報）。

## 所属タレント
- 梨田昌孝 - 野球解説者→北海道日本ハムファイターズ監督。2008年から2011年まで所属→東北楽天ゴールデンイーグルス監督。

### 元所属タレント
- 近鉄選手・コーチ経験者
  - 佐々木修 - 所属当時、野球解説者。2006年より所属していた。オリックス・バファローズ投手コーチへ就任した2009年にホリプロへ移籍
  - 小林繁 - 所属当時、野球解説者→北海道日本ハムファイターズ投手コーチ。2008年より死去の所属当時の2010年1月17日まで所属
  - 村上隆行 - 野球解説者→大阪ゴールドビリケーンズ監督。2007年から2018年まで所属06BULLS
  - 小池秀郎 - 関西メディカルスポーツ学院投手コーチ。2009年頃から2018年まで所属
- 古市忠夫 - プロゴルファー。2007年から2018年まで所属

## 制作番組
- 梨田昌孝・古市忠夫のゴルフ魂の法則 -2006年10月8日から2008年までテレビ大阪で放送していたゴルフレッスン番組。梨田・古市をメイン司会に、佐々木も出演